# Norm Van Brocklin
Norman Mack Van Brocklin (Eagle Butte, Dakota del Sur, 15 de marzo de 1926 – Social Circle, Georgia, 2 de mayo de 1983), más conocido como Norm Van Brocklin, fue un jugador profesional estadounidense de fútbol americano que se desempeñó en la posición de quarterback en la National Football League (NFL). Es miembro del Salón de la Fama del Fútbol Americano Profesional.

## Carrera
Van Brocklin jugó como profesional nueve temporadas en Los Angeles Rams (1949-1957), posteriormente pasó a Philadelphia Eagles, donde jugó tres temporadas (1958-1960), y fue el equipo en el que se retiró.

## Reconocimiento
El 31 de julio de 1971, fue seleccionado para ser miembro del Salón de la Fama del Fútbol Americano Profesional.